# (25405) Jeffwidder
(25405) Jeffwidder est un astéroïde de la ceinture principale d'astéroïdes.

## Description
(25405) Jeffwidder est un astéroïde de la ceinture principale d'astéroïdes. Il fut découvert le 3 novembre 1999 à Socorro (Nouveau-Mexique) par le projet LINEAR. Il présente une orbite caractérisée par un demi-grand axe de 2,45 UA, une excentricité de 0,12 et une inclinaison de 1,7° par rapport à l'écliptique.

## Compléments